# Хайнрих II Ройс-Бургк
Хайнрих II Ройс-Бургк „Дългия“ (на немски: Heinrich II Reuß von Burgk; * 12 декември 1543; † 24 май 1608 в Бургк на река Зале в Тюрингия) от фамилията Ройс (Ройс стара линия) е господар на Бургк, Лобенщайн (1577 – 1585), на Кранихфелд (1577 – 1586) и на Шлайц (1596 – 1598).
Той е син на Хайнрих XIV Ройс цу Грайц-Кранихфелд († 1572) и съпругата му Барбара фон Меч (1507 – 1580), дъщеря на Георг фон Меч, господар на Шьонфелд и Плон (ок. 1475 – 1534) и Катарина фон Тетау (* ок. 1480). Най-малкият му брат Хайнрих V Роус-Грайц (1549 – 1604) е господар на Грайц, Унтер-Грайц (1583 – 1603), Лобенщайн (1577 –1585), Кранихфелд (1577 – 1586).
Хайнрих II Ройс-Бургк умира на 64 години на 24 май 1608 г. в Бургк, Тюрингия и е погребан в Шлайц.

## Фамилия
Хайнрих II Ройс-Бургк е сгоден на 22 юли 1573 г. и се жени на 21 септември 1573 г. в Йотинген за графиня Юдит фон Йотинген-Йотинген (* 3 октомври 1544; † 4 ноември 1600 в Бургк), дъщеря на граф Лудвиг XVI фон Йотинген-Йотинген-Харбург (1508 – 1569) и Маргарета фон дер Пфалц († 1560). Те имат децата:
- Анна Мария Ройс († 3 ноември 1636, Бургк)
- Хайнрих II Ройс-Грайц (* ноември 1574, Грайц; † 22 октомври 1596 в битката при Ерлау, Саксония)
- Хайнрих II Ройс-Хоф-Бургк (* 30 декември 1575, Грайц; † 6 септември 1639, Бургк), женен на 21 септември 1609 г. в Бургк за Магдалена фон Путбус (* 21 септември 1590; † 12 януари 1665)
- Йохана Ройс-Бургк (* 3 юли 1577; † 15 октомври 1656)
- Хайнрих III Ройс-Бургк (* 22 декември 1578; † 24 юни 1616), женен на 21 февруари 1602 г. в Гера за Анна Магдалена фон Шьонбург (* 1 февруари 1582; † 7 януари 1615)
- Хайнрих IV Ройс-Дьолау (* 9 декември 1580; † 3 януари 1636 в Дьолау), женен 1626 г. за Анна Геновефа фон Щолберг (* 3 февруари 1580; † 18 декември 1635)
- Хайнрих V Ройс-Дьолау (* 5 септември 1583; † ок. 21 ноември 1583)
- Хайнрих VI Ройс-Дьолау (* 22 май 1587; † сл. 1 ноември 1604, убит в битка в Полша)

Хайнрих II Ройс-Бургк се жени втори път в Бургк на 7 ноември 1601 г. в Бургк за графиня Анна фон Мансфелд (* 1563; † 21 декември 1636 в Дюренберг, погребана в Шлайц), дъщеря на граф Кристоф II фон Мансфелд-Мителорт (1520 – 1591) и графиня Амалия фон Шварцбург-Бланкенбург-Рудолшат (1528 – 1589). Бракът е бездетен.